# Liste von Größenordnungen der Frequenz
Dies ist eine Zusammenstellung von Frequenzen verschiedener Größenordnungen zu Vergleichszwecken. Die Angaben sind oft als „typische Werte“ zu verstehen, die gerundet sind.
Die im internationalen Einheitensystem festgelegte Einheit der Frequenz eines periodischen Vorgangs ist das Hertz (Einheitenzeichen Hz). Sie ist von der Basiseinheit Sekunde abgeleitet mit 1 Hz = 1 s−1 = 1/s. In Spezialfällen kommen andere Einheiten vor, wie bei der Pulsfrequenz in der Medizin mit 1/min („pro Minute“).

## Frequenzen kleiner als 1 Hz
- „Jährlich“ 0,000 000 032 Hz = 3,2·10−8 Hz – Umlauffrequenz der Erde um die Sonne, die Jährlichkeit von Naturereignissen
- „Täglich“ 0,000 011 6 Hz = 1,16·10−5 Hz – einmal pro Tag, Frequenz des Tag-Nacht-Wechsels.
- 0,5–0,75 Hz – Ruhepuls eines trainierten Ausdauersportlers

## 1 Hz bis 10 Hz
- 1,00 Hz – Impulsfolgefrequenz für den Antrieb elektromechanischer Quarzuhren
- 1–1,25 Hz – Ruhepuls eines gesunden erwachsenen Menschen
- 2 Hz – Ruhepuls eines Neugeborenen
- 7,83 Hz – Grundfrequenz der Schumann-Resonanz, entspricht etwa Lichtgeschwindigkeit/Erdumfang. Auch nicht ganz korrekt Resonanzfrequenz der Erde genannt

## 10 Hz bis 100 Hz
- 16–20 Hz – untere Grenze des menschlichen Hörbereichs (tiefere Frequenzen: Infraschall)
- 16,7 Hz – Frequenz von Teilen des Bahnstromnetzes in Mitteleuropa
- 24 Hz – Einzelbilder pro Sekunde bei der Projektion von Kinofilmen 35–70 mm und IMAX
- 25 Hz – Frequenz von Teilen des Bahnstromnetzes in Nordamerika
- 25 Hz – Einzelbilder pro Sekunde der Fernsehnormen PAL und SECAM (50 Halbbilder pro Sekunde)
- 48 Hz – Einzelbilder pro Sekunde bei der Projektion von IMAX HD
- 50 Hz – Netzfrequenz im europäischen Energieversorgungsnetz und in weiteren Ländern, ferner in Teilen des Bahnstromnetzes (z. B. in Frankreich); etwa der Ton G (Kontra-G)
- 60 Hz – Netzfrequenz in Nordamerika und weiteren Ländern; etwa der Ton B
- 76 Hz – Sender Sanguine der US NAVY in Republic, Michigan und Clam Lake, Wisconsin
- 82 Hz – russischer Sender ZEVS

## 100 Hz bis 1000 Hz (1 kHz)
- 400 Hz – Frequenz der Bordnetz-Spannung eines Flugzeuges
- 440 Hz – Der Kammerton a' (eingestrichenes a) (für Sinfonieorchester liegt er heute geringfügig höher)
- 716 Hz – Die bisher höchste gemessene Rotationsfrequenz eines Neutronensterns.

## 1 kHz (Kilohertz) bis 10 kHz
- 1000 Hz – gilt als Mittenfrequenz im akustischen Bereich. Üblicher Messton (sinusförmig), wird als Normalfrequenz verbreitet
- 1,25 kHz – Zündfrequenz eines 10-Zylinder-Motors bei 15 000/min (das Formel-1-typische Motorengejaule)
- 2,35 kHz – Mittenfrequenz des Hinz-Trillers zur Ankündigung von Verkehrsdurchsagen im ARI-System
- 8 kHz – Abtastrate der Sprache bei ISDN

## 10 kHz bis 100 kHz
- 16–20 kHz – obere Grenze des menschlichen Hörbereichs (höhere Frequenzen: Ultraschall)
- 15,6 kHz – Zeilenwiederholfrequenz der PAL-Fernsehnorm
- 17,2 kHz – Längstwellensender Grimeton (SAQ)
- 19,0 kHz – mitgesendeter Pilotton bei UKW-Rundfunk zur Anzeige eines Stereosignals
- 22 kHz – Schaltfrequenz zu Steuerungszwecken in Satellitenempfangsanlagen
- 23,4 kHz – Marinesender DHO38, Saterland
- 31,2 kHz – höchste Frequenz, die mit einem Maschinensender erzeugt wurde (GLC in Caernarfon)
- 32,8 kHz – Frequenz fast aller Uhrenquarze. Aus 32,768 kHz = 215 Hz wird durch binäre Frequenzteilung die Impulsrate 1 Hz für den Schrittmotor der Quarzuhren erzeugt.
- 37,5 kHz – Signal des Unterwasser-Locator Beacon (ULB) zur Ortung eines Flugschreibers unter Wasser
- 44,1 kHz – Abtastrate für Audio-CDs
- 77,5 kHz – Zeitzeichensender DCF77, Mainflingen Deutschland

## 100 kHz bis 1000 kHz (1 MHz)
- 100 kHz – Funknavigationssystem LORAN-C (in Deutschland: Rantum auf Sylt)
- 108 kHz – Taktfrequenz des ersten Mikroprozessors (Intel 4004)
- 125 kHz – RFID-Tags und Karten (niedere Frequenz)
- 134 kHz – RFID-Tags besonders für Haustiere
- 147 kHz – Langwellensender DDH47 des Deutschen Wetterdienstes in Pinneberg
- 207 kHz – Langwellensender Aholming des Deutschlandfunks

- 455 kHz – Zweite Zwischenfrequenz für Funkempfänger
- 457 kHz – europaweite Frequenz für Lawinenverschütteten-Suchgeräte
- 490 kHz – Navtex mit Nachrichten für die Seefahrt
- 500–1600 kHz –  Mittelwellensender

## 1 MHz (Megahertz) bis 10 MHz
- 1,19 MHz – Interne BIOS-Taktfrequenz des ersten PC von IBM (4,7727 MHz / 4)
- 4,43 MHz – Farbhilfsträgerfrequenz der PAL-Fernsehnorm
- 4,77 MHz – Taktfrequenz des ersten PC von IBM (NTSC ColorBurst * 4 / 3)
- 5,9–26,1 MHz – Kurzwellenrundfunk
- 10,7 MHz – Erste Zwischenfrequenz für UKW-Rundfunk- und CB-Funkempfänger

## 10 MHz bis 100 MHz
- 13,6 MHz – Trägerfrequenz für RFID-Etiketten (-Tags) u. kontaktlose Chipkarten
- 20,0 MHz – Funkfrequenz von Sputnik 1, des ersten künstlichen Erdsatelliten in einer Umlaufbahn
- 26,5–27,4 MHz CB-Funk-Frequenz Deutschland (80 Kanäle)
- 66 MHz – Höchste Taktfrequenz der ersten Pentium-CPU (P5, 1993)
- 87,5–108 MHz – UKW-Hörfunk terrestrisch

## 100 MHz bis 1000 MHz (1 GHz)
- 121,5 MHz und 243 MHz – Internationale Notruffrequenz für die Luftfahrt
- 144–146 MHz – Amateurfunkdienst (Amateurband)
- 156–162 MHz – Mobiler Seefunkdienst  (Ultrakurzwelle)
- 430–440 MHz – Amateurfunkdienst (Amateurband)
- 450 MHz – Höchste Taktfrequenz der Pentium-II-CPU (1998)
- 466 MHz – Skyper Funkmeldeempfänger
- 880–915 MHz – Sendefrequenzen für GSM 900 (D-Netz)
- 925–960 MHz – Empfangsfrequenzen für GSM 900 (D-Netz)

## 1 GHz (Gigahertz) bis 10 GHz
- 1,09 GHz – Sendefrequenz des ADS-B (Automatic Dependent Surveillance) Systems
- 1,23 GHz – Sendefrequenz L2 des Global Positioning Systems (P-Code)
- 1,42 GHz – Hyperfeinstrukturübergang des neutralen Wasserstoffatoms. Auch bezeichnet als HI-Linie oder 21-cm-Linie. Anwendung in der Radioastronomie und als Frequenznormal (MASER)
- 1,80–1,90 GHz – DCS 1800 / PCS 1900
- 1,88–1,90 GHz – DECT (Schnurlostelefone)
- 1,92–1,98 GHz – UMTS, FDD-Modus Uplink
- 2,11–2,17 GHz – UMTS, FDD-Modus Downlink
- 2,40–2,48 GHz – ISM-Band: unregulierte Frequenzen für WLAN nach IEEE 802.11b, 802.11g und 802.11n oder ZigBee, Bluetooth
- 2,45 GHz – Frequenz der Mikrowellen im Mikrowellenherd
- 5,00–5,84 GHz – unregulierte Frequenzen für WLAN nach IEEE 802.11a, 802.11n und 802.11h
- 9,19 GHz – Frequenz der Schwingung der Hyperfeinstrukturniveaus eines Cäsium-Atoms, auf deren Grundlage die Sekunde definiert ist.

## 10 GHz bis 100 GHz
- 22,2 GHz – atmosphärische Dämpfung durch Absorptionslinie (Resonanzabsorption) von Wasserdampf
- 24 und 60 GHz – Nahbereichsradar für PKW
- 60 GHz – atmosphärische Dämpfung durch Absorptionslinie von Sauerstoff

## 100 GHz bis 1000 GHz (1 THz)
- 119 GHz – weitere Absorptionslinie von Sauerstoff
- 150 GHz – Frequenz im Maximum der Intensität der kosmischen Hintergrundstrahlung
- 248–250 GHz – höchstes für den Amateurfunk zugelassenes Band
- 275 GHz höchste in Deutschland zugewiesene Frequenz
- ab 300 GHz – fernes Infrarot
- 183, 325, 487, 557 GHz – weitere Absorptionslinien von Wasserdampf

## 1 THz (Terahertz) bis 100 THz
- 0,3–6 THz (Wellenlänge 1000–50 μm) – fernes Infrarot, FIR, IR-C nach DIN 5031
- 6–100 THz (Wellenlänge 50–3 μm) – mittleres Infrarot, MIR, IR-C
- 28,3 THz (10,6 μm) – Kohlenstoffdioxidlaser
- 30 THz (10 μm) – Frequenz im Maximum der Intensität der Temperaturstrahlung bei 300 K (bei Strahlung wie ein Schwarzer Körper)

## 100 THz bis 1000 THz (1 PHz)
- 100–214 THz (3–1,4 μm) – nahes Infrarot, NIR, IR-B
- 214–385 THz (1,4–0,78 μm) – nahes Infrarot, NIR, IR-A
- 380–476 THz (790–630 nm) – Frequenzbereich von rotem Licht
- 476–517 THz (630–580 nm) – Frequenzbereich von orangem Licht
- 517–535 THz (580–560 nm) – Frequenzbereich von gelbem Licht
- 535–625 THz (560–480 nm) – Frequenzbereich von grünem Licht
- 625–714 THz (480–420 nm) – Frequenzbereich von blauem Licht
- 714–788 THz (420–380 nm) – Frequenzbereich von violettem Licht
- 788–953 THz (380–315 nm) – Ultraviolettstrahlung UV-A nach DIN 5031, Teil 7
- 953–1071 THz (315–280 nm) – UV-B

## 1 PHz (Petahertz) bis 1000 PHz (1 EHz)
- 1,07–3,0 PHz (280–100 nm) – UV-C
- 2,5–23 PHz – Extremes UV nach ISO-DIS-21348
- 15–150 PHz – weiche Röntgenstrahlung
- 150–30 000 PHz – harte Röntgenstrahlung

## 1 EHz (Exahertz) und mehr
- >30 EHz – Gammastrahlung
- 322 EHz – Frequenz der energiereicheren Gammastrahlung von Cobalt-60